# Gumersindo Gómez
Pour les articles homonymes, voir Gomez.
Gumersindo Gómez (né en 1907 et mort en 1980) était un joueur de football bolivien qui évoluait en attaque.

## Biographie
Durant sa carrière de club, c'est à l'Oruro Royal, club du championnat bolivien, qu'il joue.
Avec l'équipe de Bolivie, il participe à la coupe du monde 1930, avec 16 autres joueurs boliviens sélectionnés par l'entraîneur Ulises Saucedo.